# Ilian (Vostrjakov)
Ilian (světským jménem: Gennadij Michajlovič Vostrjakov; * 16. října 1945, Čeljabinsk) je ruský duchovní Ruské pravoslavné církve a emeritní biskup serpuchovský a vikář moskevské eparchie.

## Život
Narodil se 16. října 1945 v Čeljabinsku.
Roku 1964 dokončil střední školu a v poté do roku 1967 sloužil v řadách Sovětské armády.
V letech 1969–1971 studoval na Moskevské duchovním semináři a následně na Moskevské duchovní akademii. Během studia byl hypodiakonem metropolity tulského a beljovského Juvenalije (Pojarkova) a v září 1973 se stal jeho osobním sekretářem.
V únoru 1974 jej metropolita Juvenalij postřihnul na monacha s mnišským jménem Ilian a rukopoložil na hierodiakona. Dne 19. prosince 1974 byl rukopoložen na jeromonacha.
V letech 1976–1978 studoval na Papežské univerzitě Gregoriana v Římě a po návratu do země byl přijat do Trojicko-sergijevské lávry. Začal působit jako referent pro záležitosti římskokatolické církve v Oddělení vnějších církevních vztahů Moskevského patriarchátu. V březnu 1977 byl povýšen na igumena.
Dne 16. listopadu 1979 byl povýšen na archimandritu. Stejného roku jej Svatý synod zvolil biskupem solněčnogorským a vikářem moskevské eparchie. Dne 25. listopadu 1979 proběhla v chrámu Zjevení Páně v Moskvě jeho biskupská chirotonie. Světiteli byli patriarcha moskevský Pimen, metropolita pražský a československý Dorotej, metropolita kyjevský a haličský Filaret (Denysenko), metropolita krutický a kolomenský Juvenalij (Pojarkov) a biskup zarajský Jov (Tyvonjuk).
Od listopadu 1989 do srpna 1980 dočasně spravoval sverdlovskou a čeljabinskou eparchii.
Od června 1981 do července 1982 spravoval permskou eparchii.
Dne 16. července 1982 byl ustanoven biskupem kalužským a borovským a od 20. července 1990 biskupem tobolským a ťumenským.
Dne 25. března 1991 byl zvolen biskupem serpuchovským a vikářem moskevské eparchie, zástupcem podvorje (zastupitelství) moskevského patriarchátu v Karlových Varech.
Dne 17. února 1997 jej Svatý synod penzionoval z důvodu chabého zdraví. V únoru stejného roku ho patriarcha Alexij II. jmenoval čestným představeným chrámu svatého Mikuláše v Naro-Fominsku.